# Huttonia (micronatie)

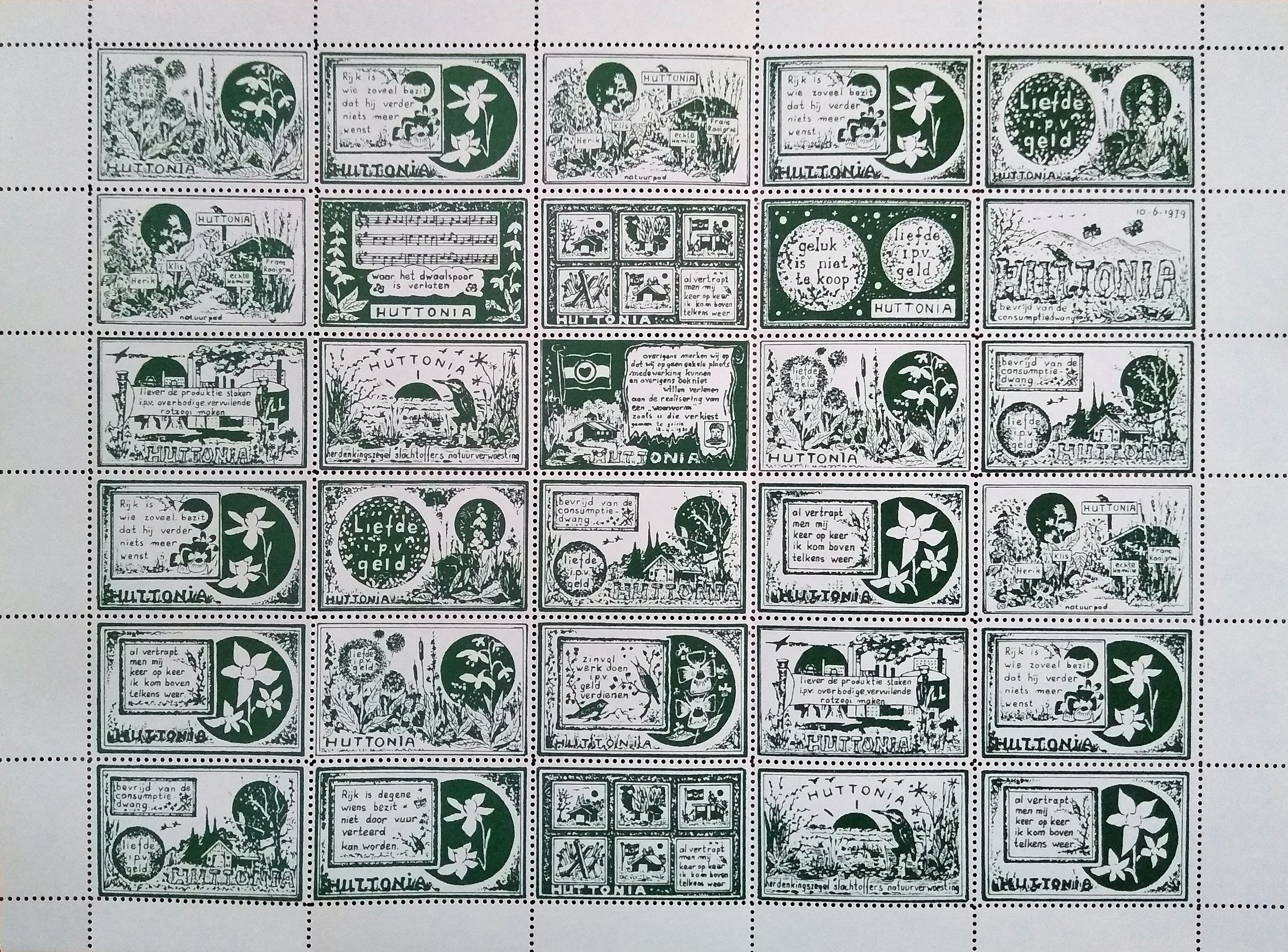
Huttonia 'postzegels'

Huttonia is de naam van een denkbeeldige micronatie die op 10 juni 1979 in Tilburg onafhankelijk werd verklaard. 
Huttonia werd opgericht na jarenlange botsingen met wooneisen en bouwverordeningen. Het was concreet een zelfgebouwd hutje, bewoond door bioloog Henk Kuiper (1951-2014). Hij wilde bewust sober leven in Huttonia, “bevrijd van de consumptiedwang”.
De keuze om bewust, om milieuredenen eenvoudig te wonen leidde enerzijds tot veel waardering, maar anderzijds juist tot agressie en intolerantie. In de ogen van menigeen diende ook Kuiper normaal met iedereen mee te consumeren. Zijn eerste hut werd platgebrand, de tweede afgebroken door de gemeente Tilburg, de derde afgebroken door de gemeente Goirle, de vierde opnieuw platgebrand. 
Kuiper schreef over zijn woonavonturen het boek Huttonia. In 2006 was Huttonia opnieuw te zien in het televisieprogramma Denkend aan Showroom.